# Vaudeville-Blues
Der Vaudeville-Blues oder auch „klassische Blues“ (Classic Blues) ist ein am Jazz orientierter Blues-Stil der 1910er und frühen 1920er Jahre. Er entstand vornehmlich im Umfeld urbaner Vaudeville-Theater und Minstrel Shows. Der Classic Blues wurde mehrheitlich von Frauen gesungen, die von einem Jazz-Orchester begleitet wurden. Geprägt vom Vaudeville Theater interpretierten diese Sängerinnen die Titel in einem deutlich vom Operettenvortrag geprägten Stil.
Die Vaudeville-Blues waren die ersten Bluessongs, die für einen kommerziellen Markt auf Grammophon-Platte aufgenommen wurden. Die früheste bisher bekannte Bluesaufnahme, den „Crazy Blues“, spielte Mamie Smith am 10. August 1920 in New York City ein. Sein Erfolg bei den afroamerikanischen Konsumenten veranlasste die Plattenfirmen, weitere Bluessängerinnen aufzunehmen und so die Ära des „klassischen Blues“ einzuläuten. Die Ära des Vaudeville-Blues dauerte etwa bis Mitte der 1920er Jahre. Da sich der Publikumsgeschmack zum Country Blues verschob, gingen die Verkaufszahlen „klassischer“ Bluesaufnahmen zurück. Dies führte dazu, dass immer weniger Frauen im Blues aufgenommen wurden. Somit traten die Frauen ihre dominierende Stellung im Blues an neue, männliche Stars ab.
Zu den großen Stars des Vaudeville-Blues zählen Alberta Hunter, Ma Rainey, Bessie Smith, Mamie Smith, Victoria Spivey, Lucille Hegamin, Coot Grant oder Lucille Bogan.